# Lac intraglaciaire
Ne doit pas être confondu avec Lac glaciaire, Lac subglaciaire ou Lac supraglaciaire.
Un lac intraglaciaire, aussi appelé poche d'eau glaciaire, est un type de lac se formant au sein d'un glacier. À la différence du lac subglaciaire, le lac intraglaciaire n'est pas en contact avec le substratum rocheux mais est totalement isolé dans la glace. Ce genre de lac est alimenté par de l'eau de fonte et/ou de pluie via des moulins.
Ce type de lac constitue un risque d'inondation brutale si la glace le contenant venait à se rompre. Ce genre de phénomène est récurrent sur certains glaciers comme celui de Tête-Rousse dans le massif du Mont-Blanc.